# كليات الأصالة
كليات الأصالة هي كلية سعودية تأسست عام 2016 وتحتوي على 4 تخصصات وهي الهندسة والعمارة والتصميم والحقوق وإدارة الاعمال ويقع مقرها في مدينة الدمام بالمنطقة الشرقية.

## الماجع
1. ↑  كليات الأصالة - المعلومات العامةوكالة التعليم الجامعي الأهلي , نشر في 11 نوفمبر 2024 ودخل في 11 نوفمبر 2024. نسخة محفوظة 2024-12-26 على موقع واي باك مشين.